# 2020-as Indy Lights-szezon
A 2020-as Indy Lights-szezon a bajnokság 35. szezonja lett volna és a 19., amelyet az IndyCar rendezésében bonyolítottak volna le. A 18 futamból álló széria eredetileg március 14-én kezdődött volna meg St. Petersburgban, és szeptember 20-án ért volna  véget a Laguna Seca versenypályán. A koronaírus-járvány következtében jelentős változások léptek életbe a versenynaptárban, majd a világjárvány következményei miatt a szervezők törölték a szezont.

## Versenynaptár
| Forduló           | Dátum             | Versenypálya                              | Helyszín                | Pályarajz |
| ----------------- | ----------------- | ----------------------------------------- | ----------------------- | --------- |
| 1                 | június 19-21.     | Road America                              | Elkhart Lake, Wisconsin |           |
| 2                 | június 19-21.     | Road America                              | Elkhart Lake, Wisconsin |           |
| 3                 | június 19-21.     | Road America                              | Elkhart Lake, Wisconsin |           |
| 4                 | július 2-3.       | Indianapolis Motor Speedway épített pálya | Speedway, Indiana       |           |
| 5                 | július 2-3.       | Indianapolis Motor Speedway épített pálya | Speedway, Indiana       |           |
| 6                 | augusztus 7-9.    | Mid-Ohio Sports Car Course                | Lexington, Ohio         |           |
| 7                 | augusztus 7-9.    | Mid-Ohio Sports Car Course                | Lexington, Ohio         |           |
| 8                 | augusztus 7-9.    | Mid-Ohio Sports Car Course                | Lexington, Ohio         |           |
| 9                 | augusztus 21.     | Indianapolis Motor Speedway ovál pálya    | Speedway, Indiana       |           |
| 10                | augusztus 29.     | Gateway Motorsports Park                  | Madison, Illinois       |           |
| 11                | szeptember 11-13. | Portland International Raceway            | Portland, Oregon        |           |
| 12                | szeptember 11-13. | Portland International Raceway            | Portland, Oregon        |           |
| 13                | szeptember 18-20. | WeatherTech Raceway Laguna Seca           | Monterey, Kalifornia    |           |
| 14                | szeptember 18-20. | WeatherTech Raceway Laguna Seca           | Monterey, Kalifornia    |           |
| 15                | október 23-25.    | Streets of St. Petersburg                 | St. Petersburg, Florida |           |
| 16                | október 23-25.    | Streets of St. Petersburg                 | St. Petersburg, Florida |           |
| Törölt versenyek: |                   |                                           |                         |           |
| –                 | április 4-5.      | Barber Motorsports Park                   | Birmingham, Alabama     |           |
| –                 | április 4-5.      | Barber Motorsports Park                   | Birmingham, Alabama     |           |
| –                 | május 30-31.      | The Raceway at Belle Isle Park            | Detroit, Michigan       |           |
| –                 | május 30-31.      | The Raceway at Belle Isle Park            | Detroit, Michigan       |           |
| –                 | július 11-12.     | Exhibition Place                          | Toronto, Ontario        |           |
| –                 | július 11-12.     | Exhibition Place                          | Toronto, Ontario        |           |

## Csapatok és versenyzők
| Csapat              | #  | Versenyző           | Státusz |
| ------------------- | -- | ------------------- | ------- |
| Andretti Autosport  | 27 | Robert Megennis     |         |
| Andretti Autosport  | 28 | Kyle Kirkwood       | Újonc   |
| Andretti Autosport  | 48 | Tristan Charpentier | Újonc   |
| Andretti Autosport  | 68 | Danial Frost        | Újonc   |
| Belardi Auto Racing | 5  | Toby Sowery         |         |
| Belardi Auto Racing | 10 | Rasmus Lindh        | Újonc   |
| Exclusive Autosport | 90 | Nyikita Lastochkin  | Újonc   |
| HMD Motorsports     | 11 | Antonio Serravalle  | Újonc   |
| HMD Motorsports     | 55 | Santiago Urrutia    |         |
| HMD Motorsports     | 79 | David Malukas       |         |

## Külső hivatkozások
- Az Indy Lights hivatalos weboldala Archiválva 2021. március 5-i dátummal a Wayback Machine-ben